# 9331 Fannyhensel
9331 Fannyhensel (1990 QM9) là một tiểu hành tinh vành đai chính được phát hiện ngày 16 tháng 8 năm 1990 bởi E. W. Elst ở Đài thiên văn Nam Âu.